# Hypoxylon

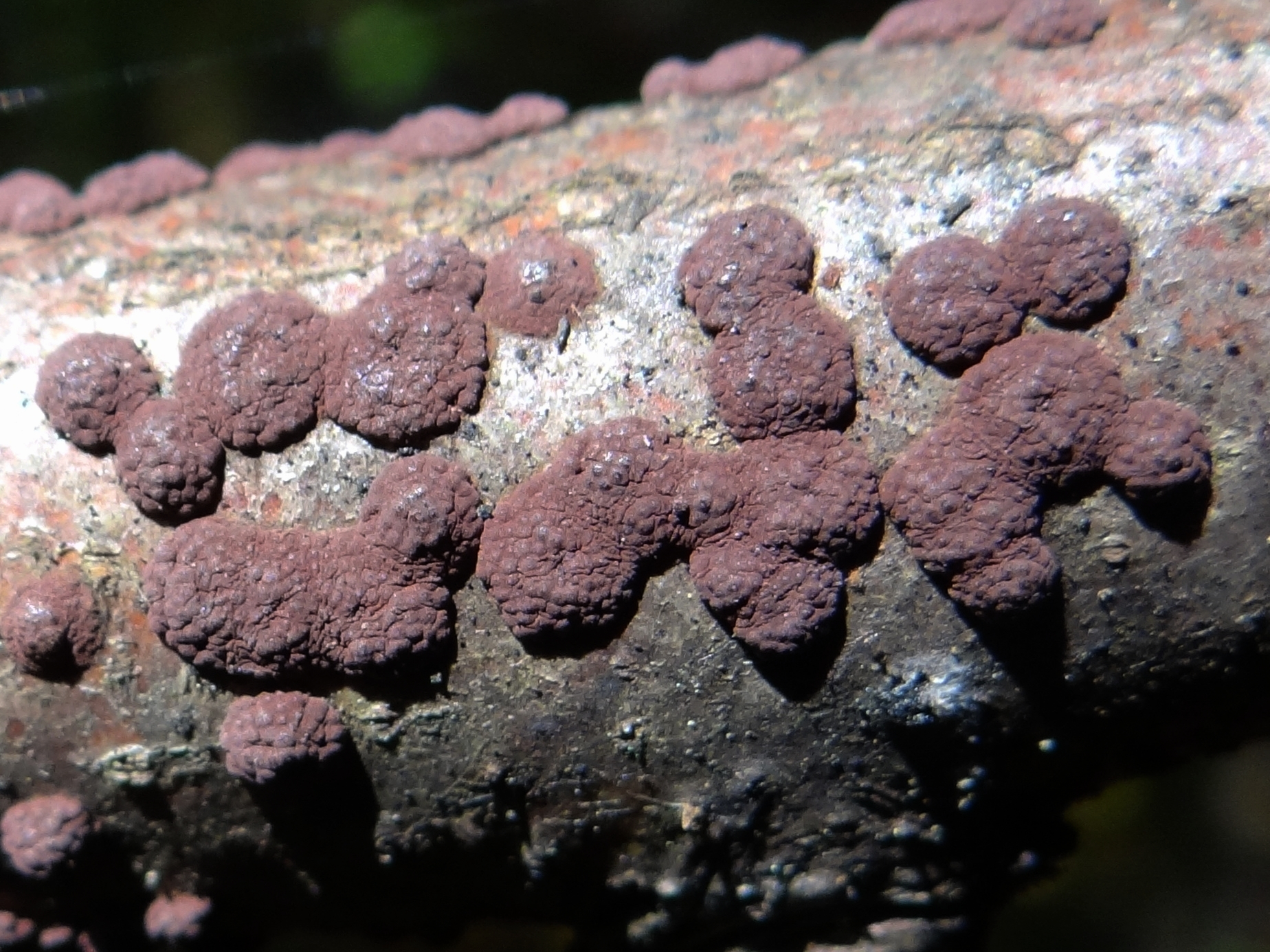
Drewniak szkarłatny (Hypoxylon fragiforme)

Hypoxylon Bull. (drewniak) – rodzaj grzybów z rzędu próchnilcowców (Xylariales).

## Cechy charakterystyczne
Nadrzewne grzyby saprotroficzne. Askokarpy półkuliste, do skorupiastych, wewnątrz czarne, niestrefowane. Konsystencja drewnowata. Otocznie zawierające wewnątrz worki z zarodnikami – czarne, pod całą powierzchnią ułożone w jednej lub dwóch warstwach. Wysyp zarodników czarny. Zarodniki prawie nieprzejrzyste, eliptyczne do podłużnie wygiętych, gładkie, ze szczelinowatą porą rostkową.

## Systematyka
Pozycja w klasyfikacji według Index Fungorum: Hypoxylaceae, Xylariales, Xylariomycetidae, Sordariomycetes, Pezizomycotina, Ascomycota, Fungi.
Takson utworzył Jean Baptiste François Pierre Bulliard w 1791 r. Synonimy naukowe:

- Ascoporia Samuels & A.I. Romero
- Discosphaera Dumort.,
- Epixylon Füisting,
- Euhypoxylon Füisting,
- Hypoxylina Starbäck,
- Institale Fr.,
- Perisphaeria Roussel,
- Pseudosolidum Lloyd,
- Pyrenodermium Bonord.,
- Spermatodermia Wallr.,
- Spermodermia Tode,
- Sphaeria Haller[3].

Polską nazwę podali Barbara Gumińska i Władysław Wojewoda. W dawnej literaturze polskiej rodzaj ten znany był również pod nazwą nadrzewnica
Gatunki występujące w Polsce:
- Hypoxylon ferrugineum G.H. Otth 1869
- Hypoxylon fragiforme (Pers.) J. Kickx f. 1835 – drewniak szkarłatny
- Hypoxylon fraxinophilum Pouzar 1972 – drewniak jesionowy
- Hypoxylon fuscopurpureum (Schwein.) M.A. Curtis 1867
- Hypoxylon fuscum (Pers.) Fr. 1849 – drewniak brunatny
- Hypoxylon howeanum Peck 1872 – drewniak pierzasty
- Hypoxylon macrocarpum Pouzar 1978
- Hypoxylon papillatum Ellis & Everh. 1893
- Hypoxylon petriniae M. Stadler & J. Fourn. 2004
- Hypoxylon rubiginosum (Pers.) Fr. 1849
- Hypoxylon rutilum Tul. & C. Tul. 1863 – drewniak czerwonawy
- Hypoxylon terricola J.H. Mill. 1961

Nazwy naukowe na podstawie Index Fungorum. Nazwy polskie według B. Gumińskiej i W. Wojewody i innych.